# جيمي سميث (لاعب كرة قدم بريطاني)
جيمي سميث (بالإنجليزية: Jamie Smith)‏ (17 سبتمبر 1974 ببرمنغهام في المملكة المتحدة - ) هو لاعب كرة قدم بريطاني في مركز الدفاع. لعب مع كريستال بالاس وميلتون كينز دونز ونادي إيرباص يو كاي بروتون ونادي بريستول سيتي ونادي برينتفورد ونادي فولهام ووولفرهامبتون واندررز وHalesowen Town F.C. ‏.

## وصلات خارجية
- جيمي سميث على موقع قاعدة بيانات كرة القدم.إي يو (الإنجليزية)
- جيمي سميث على موقع Soccerbase.com (لاعب) (الإنجليزية)
- جيمي سميث على موقع عالم كرة القدم.نت (الإنجليزية)